# ميمرامكوك (نيو برونزويك)
ميمرامكوك (بالإنجليزية: Memramcook, New Brunswick)‏ هي مستوطنة تقع في كندا في Westmorland County. يقدر عدد سكانها بـ 4,831 نسمة وترتفع عن سطح البحر 0 - 160 متر.

## أعلام
- والاس روس
- ريد ماكمانوس
- بوبي كاي
- كاميلي يفبفر
- غريغ أودونيل